# Рачин (Луцький район)
Ра́чин — село в Україні, у Луцькому районі Волинської області. Входить до складу Горохівської міської громади. Населення становить 386 осіб.

## Історія
У 1906 році село Підберезської волості Володимир-Волинського повіту Волинської губернії. Відстань від повітового міста 50 верст, від волості 8. Дворів 98, мешканців 630.
12 червня 2020 року, відповідно до розпорядження Кабінету Міністрів України № 708-р «Про визначення адміністративних центрів та затвердження територій територіальних громад Волинської області», село увійшло в склад Горохівської міської громади.
19 липня 2020 року, в результаті адміністративно-територіальної реформи та ліквідації Горохівського району, село увійшло до складу новоутвореного Луцького району.

## Населення
Згідно з переписом УРСР 1989 року чисельність наявного населення села становила 402 особи, з яких 183 чоловіки та 219 жінок.
За переписом населення України 2001 року в селі мешкало 385 осіб.

### Мова
Розподіл населення за рідною мовою за даними перепису 2001 року:
| Мова       | Відсоток |
| ---------- | -------- |
| українська | 99,22 %  |
| російська  | 0,78 %   |

## Відомі люди

### Народилися
Академік Андрійчук Віктор Григорович i Брись Олексій, курінний УПА. 
Каменюк Оксентій Михайлович (1927) — політв'язень сталінських концтаборів, політичний і громадський діяч. Перший редактор часопису Тернопільської обласної організації УРП «Тернистий шлях», очільник обласного осередку Конгресу українських націоналістів (нині — почесний його голова), заступник голови Братства вояків ОУН-УПА Подільського краю «Лисоня».

## Галерея

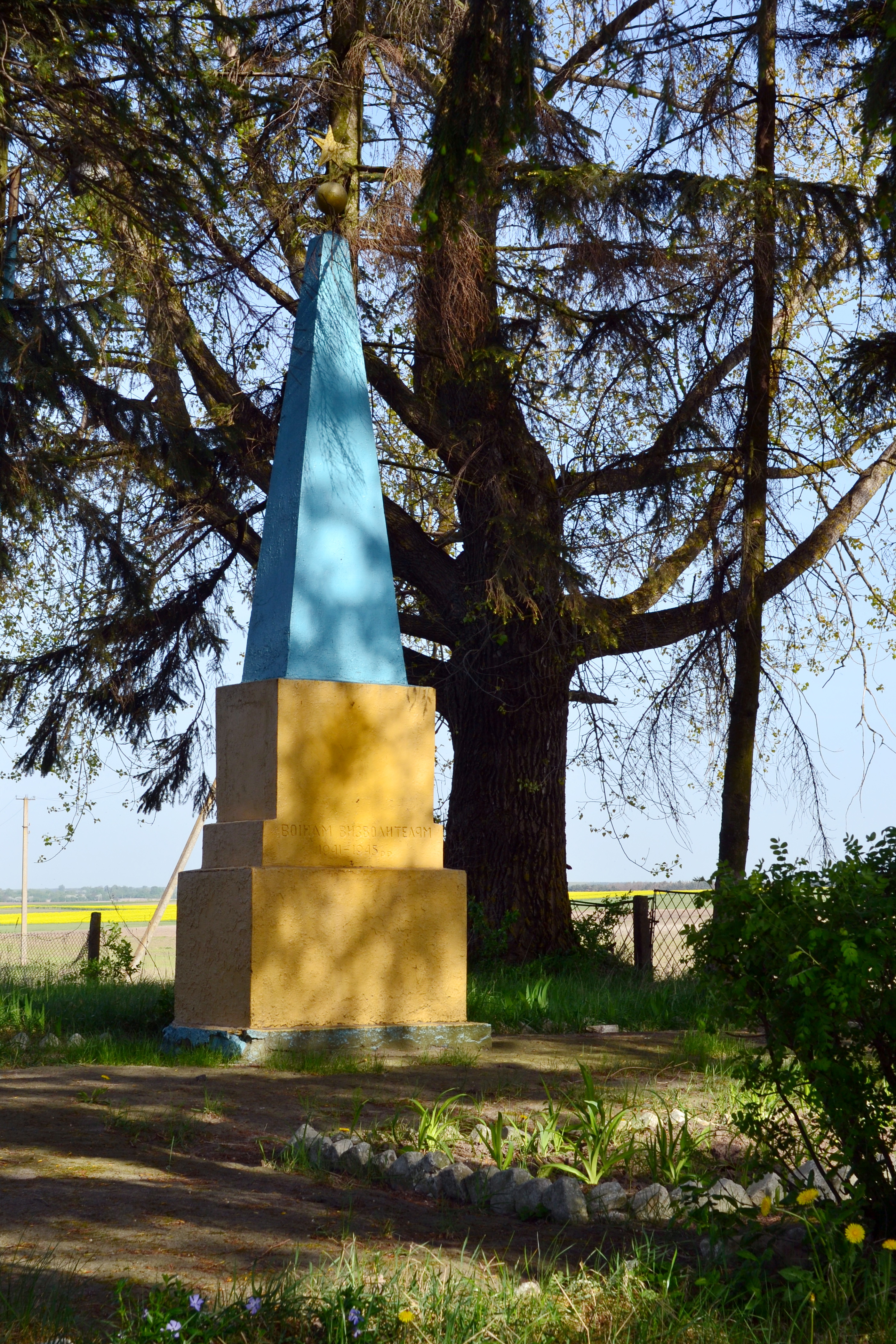
Пам'ятник воїнам-землякам